# Rue (Somme)
Rue é uma comuna francesa na região administrativa de Altos da França, no departamento de Somme. Estende-se por uma área de 29,06 km². Em 2010 a comuna tinha 3 187 habitantes (densidade: 109,7 hab./km²).